# 未及狸藻
未及狸藻（學名：Utricularia praetermissa）為狸藻屬中型附生或陆生食虫植物。其种加词“praetermissa”来源于拉丁文“praeter”和“missus”，意为“除外，越过”和“提及，报道”，指该物种在描述前从未被提及。未及狸藻为中美洲的特有种，存在于哥斯达黎加、尼加拉瓜和巴拿马。其生长于云雾森林中潮湿的树干或河岸中，海拔分布范围为1000米至2800米。花期为7月至10月。1977年，彼得·泰勒正式描述了未及狸藻。

## 外部連結
- 食虫植物照片搜寻引擎中未及狸藻的照片 （页面存档备份，存于）

 维基共享资源上的相關多媒體資源：未及狸藻
 維基物種上的相關：未及狸藻